# The Less I Know the Better
"The Less I Know the Better" é uma canção lançada pelo projeto de música psicodélica australiano Tame Impala em 29 de novembro de 2015 como o terceiro e último single de seu terceiro álbum de estúdio, Currents. O videoclipe da música mistura animação desenhada à mão com ação ao vivo e acontece em uma escola, especialmente na academia e vestiário, onde um jogador de basquete masculino sofre uma desilusão amorosa.
A canção atingiu o número 23 na parada de singles da Flandres, número 66 na ARIA Singles Chart, e número 195 na parada de singles da França. Nos Estados Unidos, a música ficou no número 35 da parada Hot Rock Songs da Billboard. A canção, junto com "Let It Happen", foi uma das duas do Currents a chegar ao top 5 do australiano Triple J Hottest 100 de 2015, ficando em quarto lugar ("Let It Happen" era o número 5).
Em 2020 a canção foi eleita a melhor da década pela rádio australiana Triple J no seu Hottest 100 of the 2010s, a fazendo reentrar na parada australiana na 17a colocação, a melhor até então.
Em Maio de 2021, a APRA AMCO confirmou que a canção havia ultrapassado a marca de 1 bilhão de streams mundialmente considerando todas as plataformas.

## Gravação
Parker afirmou que "The Less I Know the Better" se originou de seu amor pela música disco:
| “ | Essa música originalmente eu pensei que não deveria estar em um álbum do Tame Impala, porque tem esse funk disco branco e idiota. Eu não chamaria de brega, mas não está tentando ser muito legal, porque as letras são bem idiotas e o groove é bem idiota. Mas, ao mesmo tempo, eu amo esse tipo de música. Eu não sei porque, mas eu estou obcecado com disco pelo último ano ou dois. | ” |

Segundo Parker, gravar a música tornou-se obsessivo. Ele lembrou de ter realizado mais de 1.057 gravações vocais parciais para "The Less I Know the Better" ou o segundo single do álbum, "Cause I'm a Man", embora ele não pudesse lembrar qual delas.
Curiosamente, Parker chegou a dar para o seu colega e amigo Mark Ronson a canção por não considerar com a cara do projeto, mas voltou atrás.

## Recepção crítica
The Less I Know the Better teve uma recepção extremamente positiva tanto da crítica quanto do público. A faixa foi amplamente elogiada pela sua produção psicodélica moderna, melodia cativante e letra emocionalmente impactante, que fala sobre ciúmes e desilusão amorosa, os críticos destacaram a influência do funk e disco, com o groove marcante do baixo sendo um dos pontos altos da canção. Ian Cohen, do Pitchfork ressalta as semelhanças da música com os álbuns Thriller e Bad de Michael Jackson. Triple J, do ABC News (Australia) descreveu a canção como brilhante. 

## Videoclipe
O vídeo oficial da música foi enviado em 29 de novembro de 2015 para o canal Vevo do grupo. O vídeo segue um jogador de basquete que cobiça uma líder de torcida, que logo começa um relacionamento com o mascote da equipe, um gorila (chamada "Trevor", uma referência à letra "She was holding hands with Trevor" na música).
O videoclipe foi filmado pelo coletivo de diretores criativos de Barcelona, conhecido como Canada. Os dois personagens principais no vídeo são interpretados por atores espanhóis: a líder de torcida é retratada pela atriz Laia Manzanares e o jogador de basquete pelo ator Albert Baró.

## Paradas musicais
| Parada (2015–16)                                        | Melhor posição |
| ------------------------------------------------------- | -------------- |
| Australia (ARIA)                                        | 66             |
| Bélgica (Ultratop 50 de Flandres)                       | 23             |
| Bélgica (Ultratip Bubbling Under da Valônia)            | 8              |
| França (SNEP)                                           | 195            |
| Estados Unidos (Billboard Hot Rock & Alternative Songs) | 35             |